# Bechstedt-Wagd
Bechstedt-Wagd is een plaats en voormalige gemeente in de Duitse deelstaat Thüringen.

## Geschiedenis
Op 14 maart 1974 werd Bechstedt-Wagd als Ortsteil in de gemeente Egstedt opgenomen. Egsted werd op 1 juli 1994 opgenomen in de stad Erfurt maar Bechstedt-Wagd ging over naar de gemeente Kirchheim. Op 1 januari 2019 werd die gemeente opgenomen in de gemeente Amt Wachsenburg en werden Bechstedt-Wagd, Kirchheim en Werningsleben Ortsteile van deze gemeente.